# Adolfo Castañón
Adolfo Castañón (né en 1952 à Mexico) est un poète, essayiste, éditeur, traducteur et critique littéraire mexicain.

## Biographie
Autodidacte, Adolfo Castañón possède une licence en lettres espagnoles lorsqu'il intègre la maison d'édition Fondo de Cultura Económica  (FCE), où il travaille une trentaine d'années comme éditeur. Il est également membre du conseil de rédaction de plusieurs revues d'Amérique latine, parmi lesquelles La Cultura en México, Suplemento de Siempre!, Vuelta, Letras Libres et Gradivia.
En mars 2005, après avoir écrit 33 œuvres littéraires, Castañón intègre l'Académie mexicaine de la langue, où il occupe le siège numéro 2, qui a appartenu auparavant à Francisco Monterde et Héctor Azar.
Il reçoit le prix Diana Moreno Toscano en 1976 et le Prix national de littérature Mazatlán en 1995.